# Bernt Bernholm
Bernt Olof Bernholm, född 6 maj 1914 i Rättvik, död 10 november 2006 i Stockholm, var en svensk journalist som i mer än 35 år arbetade som medicinsk reporter på kvällstidningen Expressen.
Bernt Bernholm blev filosofie kandidat vid Uppsala universitet 1938 och arbetade därefter på Sörmlandsposten och Nya Dagligt Allehanda (1939–1944). Därefter anställdes han på Expressen, där han var medicinsk medarbetare mellan 1949 och 1984.  Han tillhörde den grupp journalister som under Ivar Harries, Carl-Adam Nycops och Bertil Norgrens ledning, samt med Albert Bonniers stöd, startade Expressen 1944 och var den förste journalisten inom svensk press som fick i uppdrag att arbeta som specialreporter inom medicinområdet på heltid. I december 1961 avslöjade Bernholm neurosedynets skadeverkningar på foster och ett år senare kom den 29-åriga amerikanskan Sherri Finkbine med Expressens hjälp till Sverige för att få abort efter neurosedynmedicinering, något som inte var tillåtet i USA.
Under 1960- och 70-talen medverkade han även i medicinska program i Sveriges Radio/TV. Han var också medarbetare i Bra Böckers lexikon.
Bernt Bernholm författade flera böcker om medicin och hälsa, bland andra Ni röker för mycket (Forum, 1952) och Medicinsk ordbok (Natur och kultur, 1959).

Bernt Bernholm gifte sig 1942 med filosofie kandidat Barbro Holmquist (1917–2012). De fick sönerna Stefan (född 1942) och Jonas Bernholm (född 1946). Makarna Bernholm är gravsatta på Lidingö kyrkogård.